# Dlouhá Ves (Hlučín)

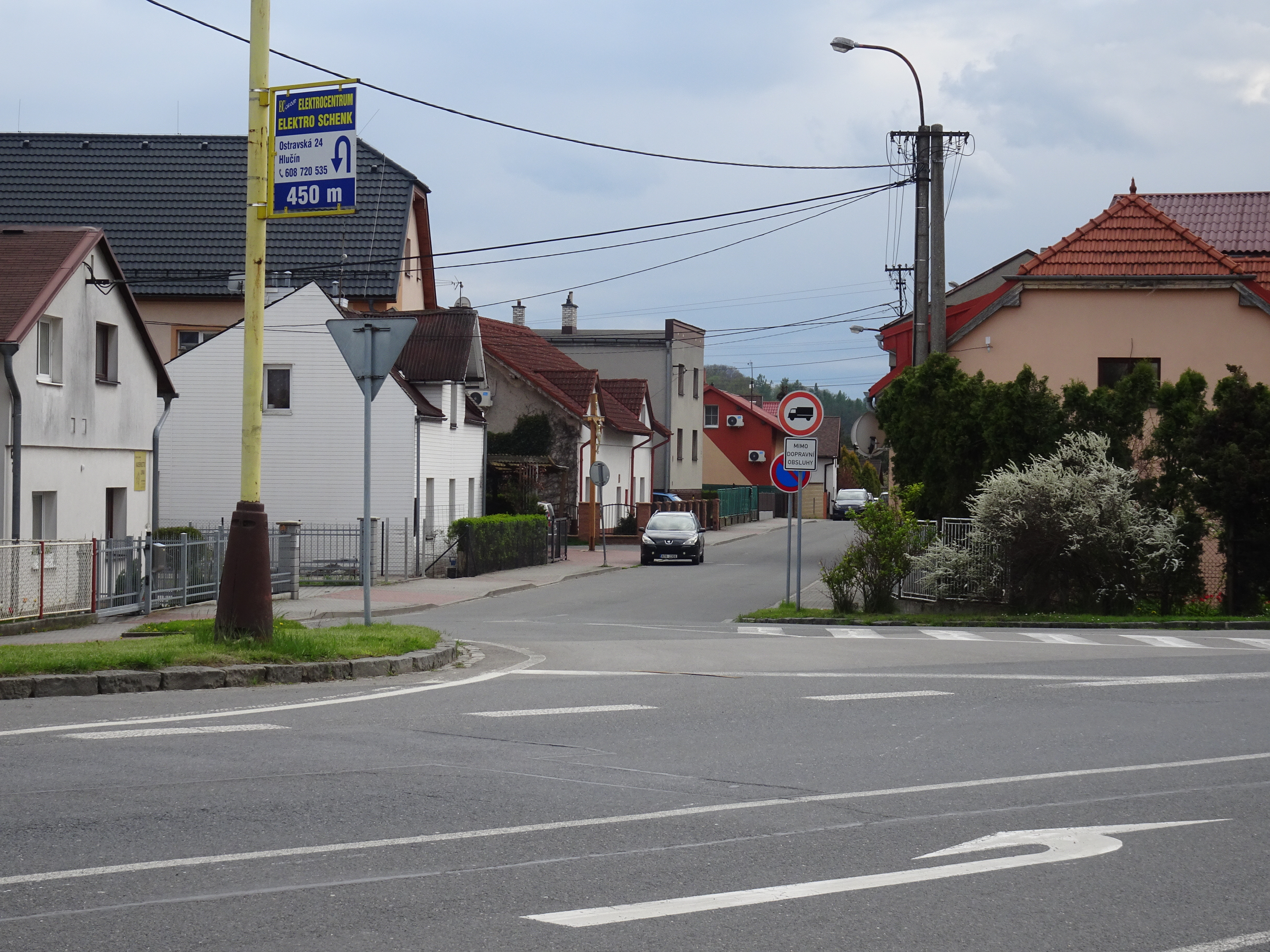
Dlouhoveská – ehem. Dorfstraße von Langendorf

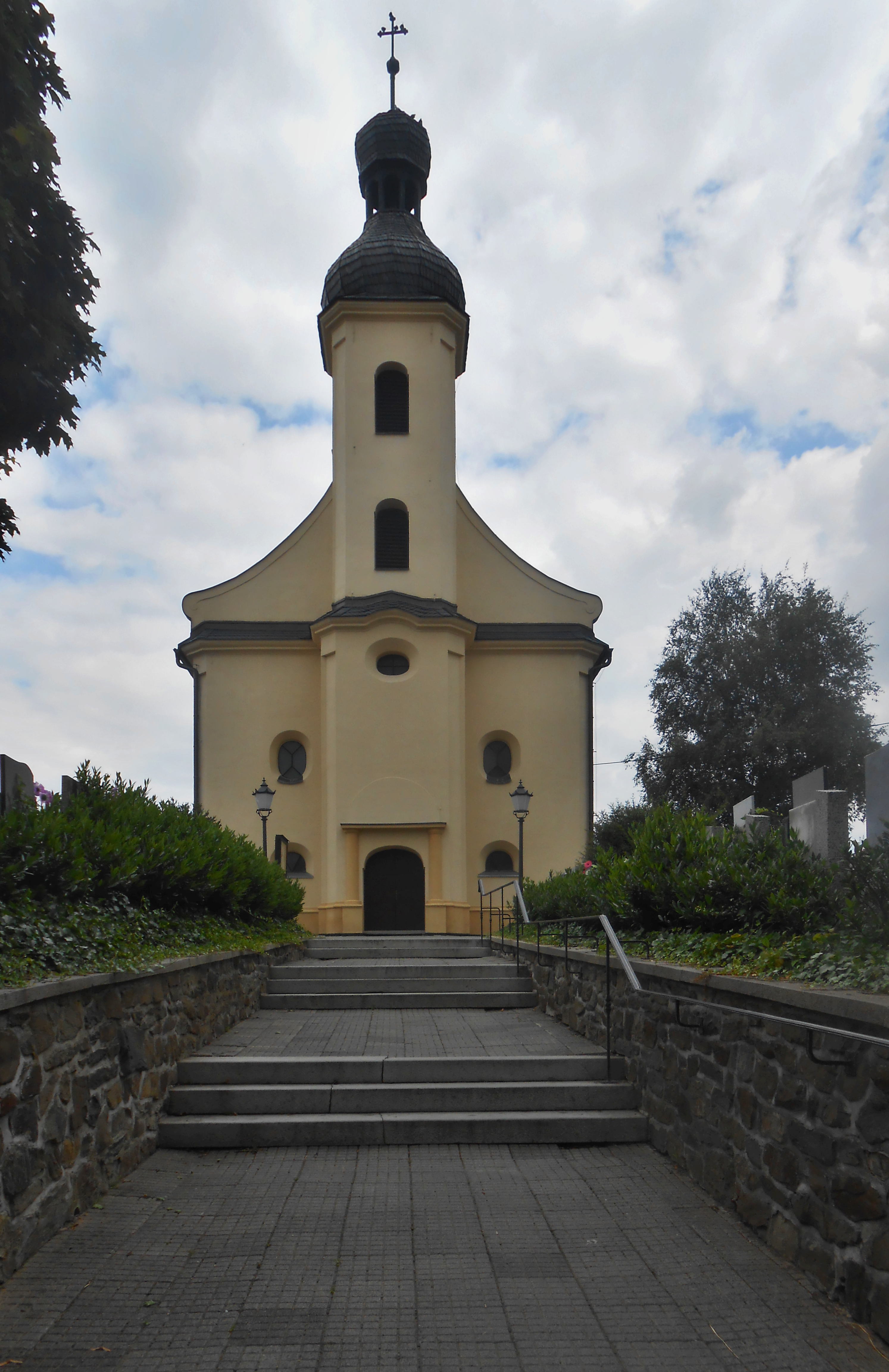
Kirche St. Margarethen

Dlouhá Ves (deutsch Langendorf) ist eine Ortslage der Stadt Hlučín (Hultschin) in Tschechien. Sie befindet sich unmittelbar südlich des Stadtzentrums von Hlučín im Okres Opava.
Nach der 1911 erfolgten Fusion der damals noch preußischen Landgemeinde Langendorf, deren Fluren die Stadt im Süden und Osten umschlossen, mit der Stadt Hultschin wurde Langendorf/Dlouhá Ves noch einige Zeit als Stadtteil geführt; später wurde der Ortsname gänzlich abgelegt. An ihn erinnert nur noch der Straßenname Dlouhoveská – die ehemalige Dorfstraße. Nach der in der zweiten Hälfte des 20. Jahrhunderts erfolgten Bebauung der Langendorfer Ackerfluren ist das ehemalige Dorf heute Teil einer Vorstadtsiedlung und gehört zur Grundsiedlungseinheit Vinohradská, die jedoch nur den zentralen Teil der ehemaligen Gemarkung umfasst.

## Geographie
Das ehemalige Hufendorf Dlouhá Ves liegt auf einem erhöhten Platz in der Hlučínská pahorkatina (Hultschiner Hügelland) und erstreckte sich ursprünglich vom Friedhof vor dem ehemaligen Odertor über die Ostrauer Vorstadt nach Südwesten bis zum Mühlteich. Südlich erhebt sich die Vinná hora (Weinberg; 287 m. n.m.). Gegen Südwesten befindet sich der Baggersee Hlučínské jezero. Westlich verläuft die Staatsstraße II/469 von Hlučín nach Pustkovec (Puskowetz).
Nachbarorte sind Hlučín im Norden, Rovniny im Nordosten und Osten, Jasénky (Jassenka) im Südosten, Vinná Hora (Weinberg) im Süden, Dobroslavice (Dobroslawitz) im Südwesten, Jilešovice (Illeschowitz) im Westen sowie Kozmice (Kosmütz) im Nordwesten.

## Geschichte
Die erste schriftliche Erwähnung des zum Herzogtum Troppau gehörigen und an einem alten Handelsweg von Mähren nach Ratibor gelegenen Dorfes erfolgte 1350 unter dem Namen Longo Pago. Möglicherweise ist Langendorf aber deutlich älter. Es wird vermutet, dass die um 1250 erfolgte Stadtgründung von Hultschin auf Langendorfer Flur geschah. Darauf deutet auch die historische Wegeführung hin, die mit wenigen Ausnahmen über Langendorf und nicht durch Hultschin verlief.
Bei der Teilung des Herzogtums Troppau im Jahre 1377 gehörte das Dorf zusammen mit Hultschin, Koblau und Margwardsdorf zu den Gütern der Burg Landek und verblieb beim Troppauer Anteil, der den Brüdern Herzog Wenzel I. und Přemysl I. zugefallen war. In Folge der Zerstörung der Burg im Jahre 1474 wurde der Herrschaftssitz auf das Schloss Hultschin verlegt. 1538 ließ der Olmützer Kanoniker Christoph von Zwole zu Ehren seiner Mutter Margarethe vor dem Hultschiner Odertor am oberen Ende von Langendorf die hölzerne Kirche St. Margarethen mit einem Friedhof anlegen.
Im Laufe der Zeit wechselten sich verschiedene Adelsgeschlechter, darunter lange Zeit die Freiherren von Würben und Freudenthal, als Besitzer der Herrschaft ab.
Nach dem Ersten Schlesischen Krieg fiel Langendorf 1742 wie fast ganz Schlesien an Preußen. 1743 wurde Langendorf dem neugebildeten Kreis Leobschütz zugeordnet. Im September 1802 zerstörte ein Großbrand große Teil des Dorfes, darunter auch die Begräbniskirche. Im Zuge der Kreisreform vom 1. Januar 1818 wurde Langendorf dem Kreis Ratibor zugewiesen. Ab 1819 war der Freiherr Spens von Booden Besitzer der Herrschaft. Im Jahre 1820 wurde die neue, nunmehr steinerne Margarethenkirche geweiht. 1830 standen in Langendorf bzw. Dlugowieś 117 Häuser; das Dorf hatte 471 katholische Einwohner. Auf Langendorfer Flur stand die Begräbniskirche St. Margarethen mit dem Kirchhof, die von der Stadt Hultschin und der Gemeinde Langendorf gemeinschaftlich genutzt wurde. Südlich, an der Oppa, lag eine Wassermühle. Grundherren waren die von Spens´schen Erben. Das Dorf unterstand dem Patrimonialgericht Hultschin; Pfarrort war Hultschin. 1839 wurde eine zweiklassige Dorfschule errichtet. Nachfolgender Besitzer der Grundherrschaft war Victor Wichura; er veräußerte 1842 die östlichen Güter der Grundherrschaft an den Kaufmann Römisch, so dass diese nur das Schloss Hultschin, die Dörfer und Vorwerke Klein Darkowitz und Langendorf sowie das Vorwerk Weinberg umfasste. Im Jahre 1845 bestand Langendorf bzw. Dluchowieś aus 137 Häusern. In dem Dorf mit 1114 Einwohnern, darunter sechs Protestanten, gab es die Begräbniskirche St. Margarethen, eine katholische Schule, zwei große Wassermühlen mit jeweils fünf Gängen an der Oppa sowie zwei Gerber. Zur Gemeinde Langendorf konskribiert war der Schlossbezirk Hultschin mit dem Schloss Hultschin und dem Vorwerk Langendorf, der 80 Einwohner, darunter fünf Protestanten hatte. Im selben Jahr kaufte Salomon Meyer von Rothschild die Grundherrschaft Hultschin von Wichura. Im Jahre 1864 gliederte sich die Gemarkung Langendorf bzw. Dlouha-Ves in die Gemeinde und das Gutsvorwerk. Die Gemeinde, zu der auch der westliche Teil der Kolonie Rownin gehörte, bestand aus zwölf Bauernhöfen, 16 Gärtner, 107 Häuslerstellen, einer Brauerei und drei Kretschams. In der Schule wurden 197 Kinder unterrichtet. Die Gemeindefluren, die sich bis zur Jassenka, Vařešinka und Oppa erstreckten, umfassten u. a. 972 Morgen Ackerland sowie je 60 Morgen Wald und Wiesen. Ein Teil der Bewohner arbeitete in den Kohlegruben bei Mährisch Ostrau. Das Gutsvorwerk Langendorf war der Sitz der Wirtschaftsführung des Schlossgutes, zu dem neben dem Schloss und Dominialgebäude Hultschin noch das Vorwerk Weinberg gehörte; beide Vorwerke bewirtschafteten zusammen 1166 Morgen Acker, 226 Morgen Wiesen und drei Morgen Gärten. 1869 bestand Langendorf aus 169 Häusern und hatte 1206 Einwohner. Zu dieser Zeit waren auf Langendorfer Flur bereits die Ostrauer Vorstadt und die Kolonie Ziegelei entstanden. Im Mai 1874 wurde aus den Landgemeinden Bobrownik, Ellguth-Hultschin, Hoschialkowitz, Klein Darkowitz und Langendorf sowie den Gutsbezirken Vorwerk Hoschialkowitz, Schloss Hultschin und Klein Darkowitz der Amtsbezirk Schloss Hultschin gebildet. Im Jahre 1900 hatte Langendorf 1340 Einwohner, 1910 lebten in den 176 Häusern der Gemeinde 1372 Personen. Am 10. Juli 1911 wurde Langendorf in die Stadt Hultschin eingemeindet.
Aufgrund des Versailler Vertrages von 1919 wurde das Hultschiner Ländchen 1920 der Tschechoslowakei zugeschlagen und daraus der Okres Hlučín gebildet. Beim Zensus von 1921 wurde Dlouhá Ves/Langendorf nur noch als Stadtteil von Hlučín aufgeführt. Später erlosch der Ortsname gänzlich. In der zweiten Hälfte des 20. Jahrhunderts wurden die Langendorfer Felder mit Siedlungshäusern bebaut.
Die Ortslage Dlouhá Ves ist heute Teil der Grundsiedlungseinheit Vinohradská. 1991 hatte Vinohradská 1862 Einwohner, im Jahre 2001 waren es 1937.

## Ortsgliederung
Die Grundsiedlungseinheit Vinohradská gehört zum Ortsteil Hlučín und ist auch Teil des Katastralbezirks Hlučín.

## Söhne und Töchter des Ortes
- Joseph Bitta (1856–1932), deutscher Politiker

## Sehenswürdigkeiten
- Friedhofskirche St. Margarethen, errichtet 1820 anstelle einer abgebrannten Holzkirche
- Friedhofskapelle
- Statue des hl. Johannes von Nepomuk, in der Ortsmitte von Dlouhá Ves
- Wegkapelle, am unteren Ende von Dlouhá Ves
- Wegkreuz